# Canalisateur

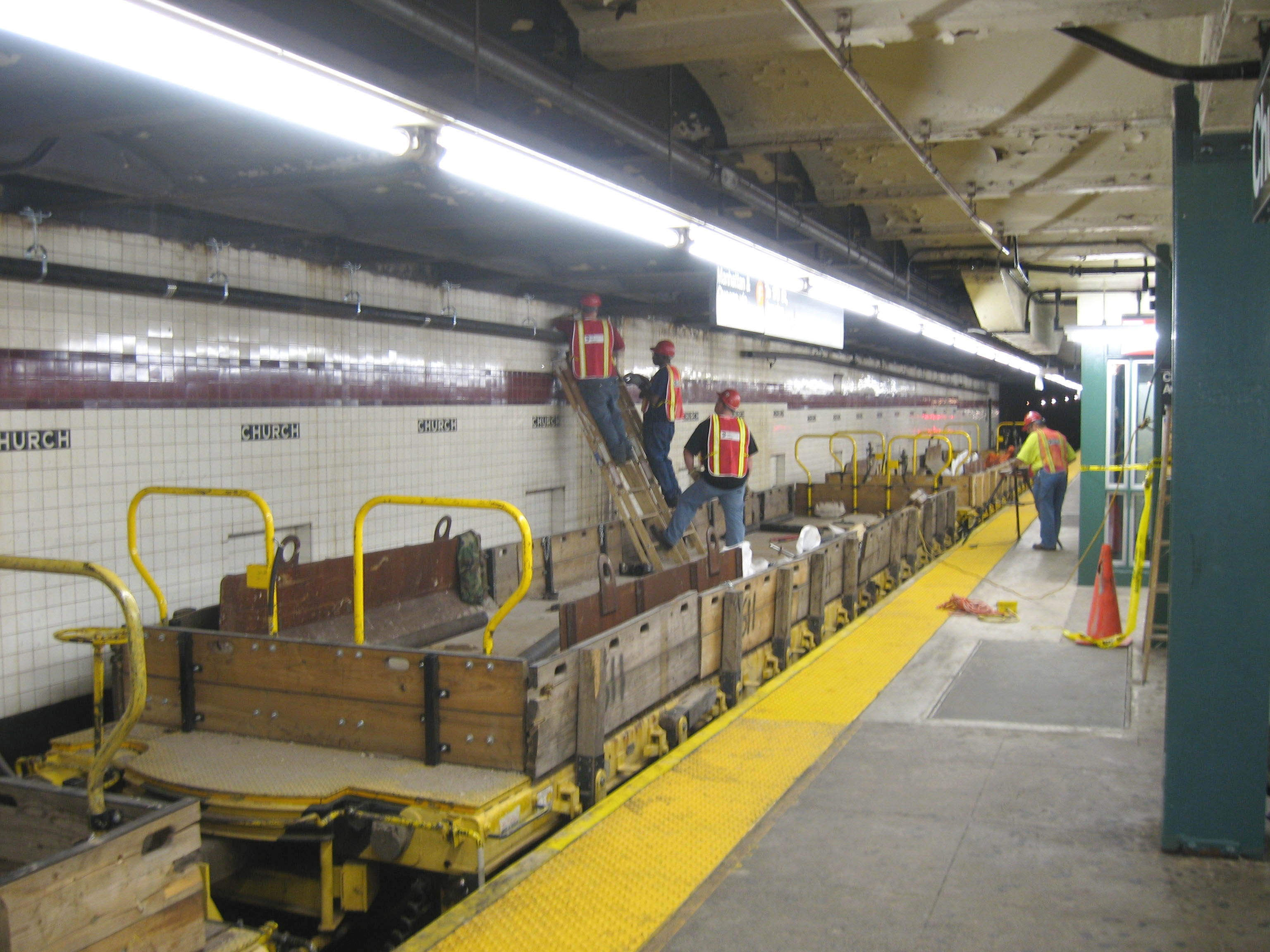
Canalisateurs (ou Tuyauteurs Monteurs) installant un tuyau dans la station Church Avenue du métro de New York

Un canalisateur ou une canalisatrice (ou, dans le secteur industriel, tuyauteur-monteur ou tuyauteuse-monteuse ) est le métier de celui ou celle qui pose des canalisations, par exemple pour les réseaux séparatifs (eaux de pluie, eaux usées et eaux usées domestiques), l'eaux potables, mais aussi pour le gaz de ville, les réseaux de chaleur, ou encore le transport du pétrole (voir pipeline),. Les poseurs de canalisations peuvent réaliser les tranchées (c'est-à-dire excavations destinées à recevoir les canalisations) et les ponceaux, positionner les tuyaux, vérifier leurs nivellements, et les assembler entre eux pour assurer l'étanchéité du réseau. En France, le code ROME de ce métier est F1705. Aux États-Unis, le code du Système de classification type des professions pour les canalisateurs est 47-2151.

## Activités
Les poseurs de canalisations travaillent le plus souvent dans les secteurs des travaux publics, du bâtiment, de la voirie.
Il ne faut pas confondre les canalisateurs et les tuyauteurs. Les deux métiers impliquent des tuyaux et des vannes et tous deux utilisent souvent les mêmes outils. Cependant, les canalisateurs travaillent généralement à l'extérieur, posant des canalisations sous terre ou sur le fond marin, tandis que les tuyauteurs travaillent généralement à l'intérieur, installant des canalisations dans des bâtiments ou des navires. Un auteur résume ainsi les différentes tâches :

« (traduction de l'anglais) 
Les canalisateurs font fonctionner les excavatrices et les trancheuses qui creusent les tranchées pour permettre la mise en place de réseaux d'égout et de réseaux de drainage des eaux pluviales. Ils utilisent l’équipement de topographie pour s’assurer que les tranchées ont la bonne pente et installent les tronçons de tuyaux dans les tranchées, en joignant les extrémités avec du ciment, de la colle ou par soudage. À l’aide de vanne toujours ouverte ou toujours fermée, les canalisateurs relient ces réseaux à un système plus large et enterrent les canalisations. »

— Will Charpentier, 

## Statistiques du métier

### États-Unis
Le Bureau of Labor Statistics du Département du Travail des États-Unis a estimé qu'il y avait 41 080 poseurs de canalisations aux États-Unis en mai 2014, gagnant un salaire horaire médian de 17,38 dollars et un salaire annuel médian de 37 000 dollars. (La définition BLS de poseur de canalisations exclut les soudeurs, les coupeurs et les braseurs). Parmi les États américains, l'Alabama et le Dakota du Nord ont la plus forte concentration d'emplois dans la pose de canalisations.

## Métiers apparentés
- Tuyauteur industriel
- Fontainier
- Terrassier